# Theretra pallicosta
Theretra pallicosta is een vlinder uit de familie van de pijlstaarten (Sphingidae). De wetenschappelijke naam van de soort werd in 1856 gepubliceerd door Francis Walker.

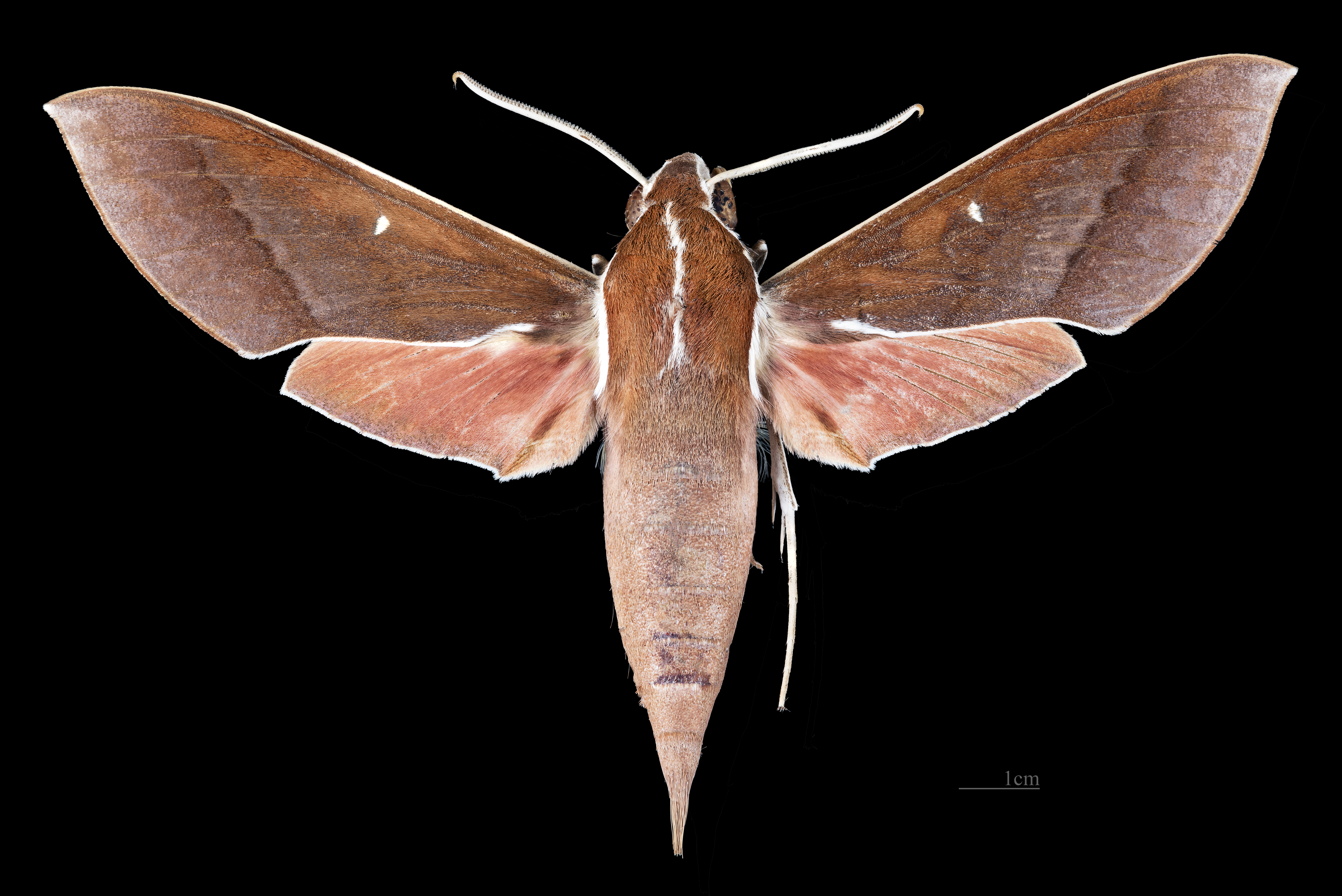
Theretra pallicosta ♂
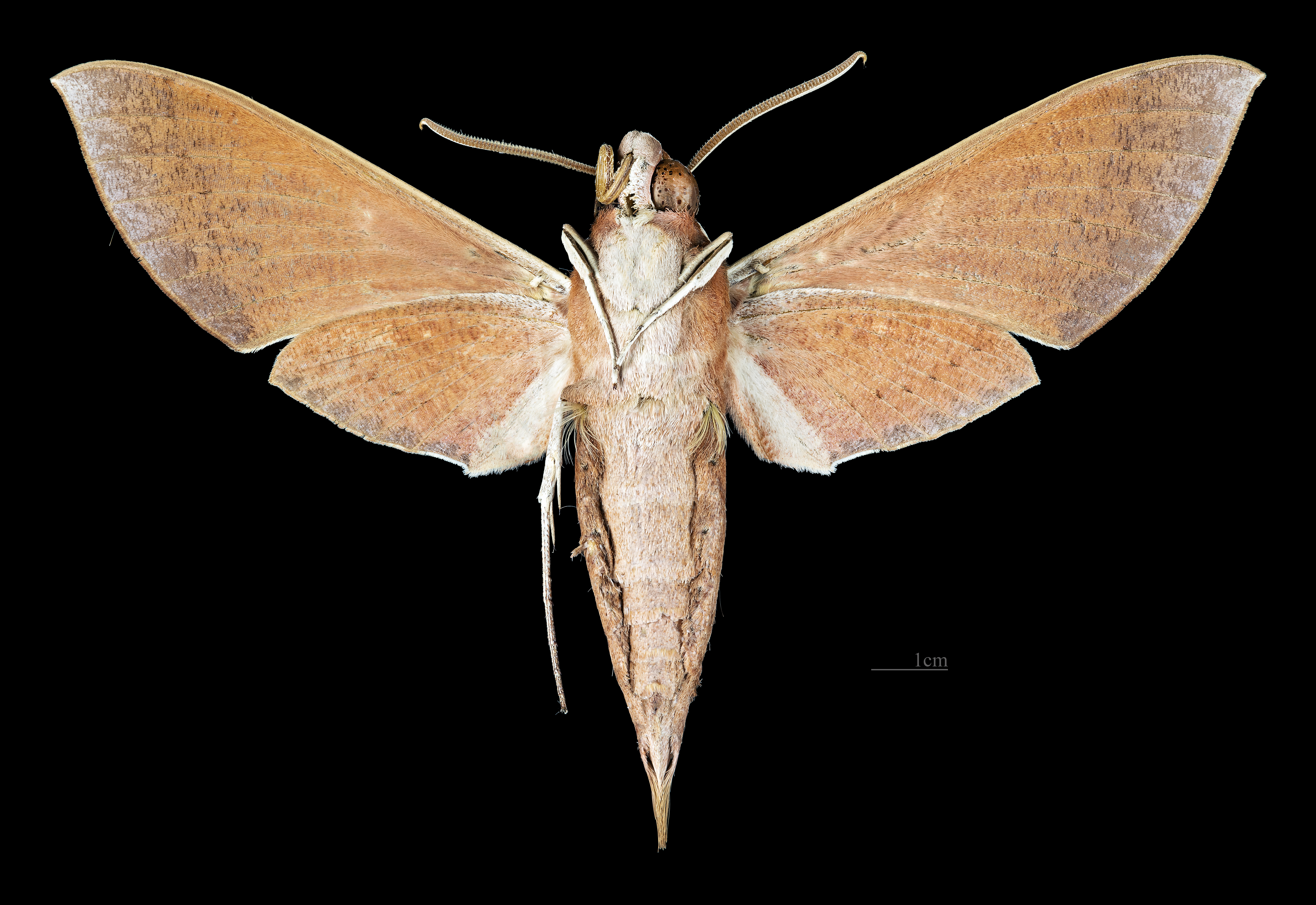
Theretra pallicosta ♂   △
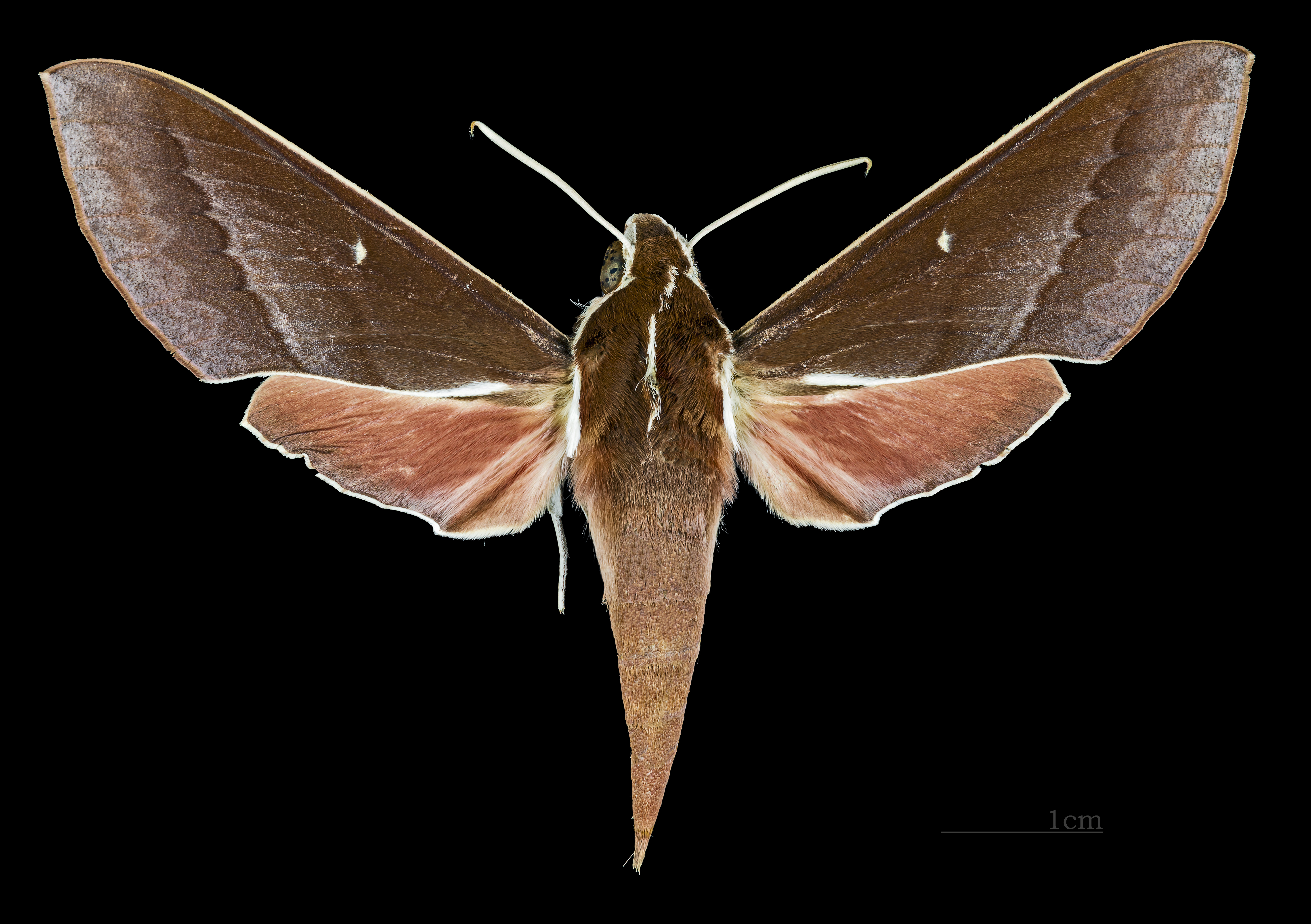
Theretra pallicosta   ♀
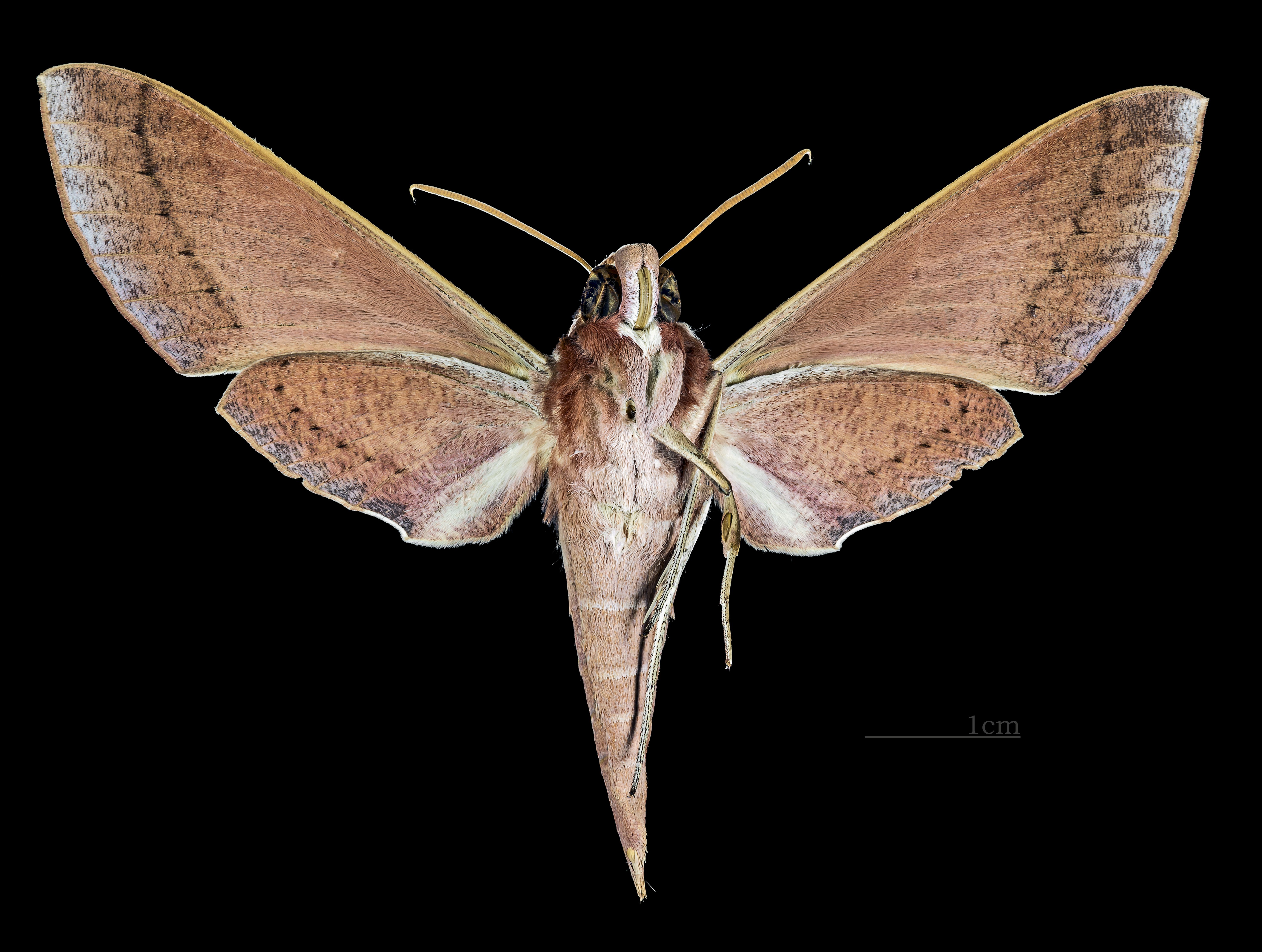
Theretra pallicosta   ♀ △